# Emmanuel Rebelo
Emmanuel Rebelo (França, 29 de Janeiro de 1981) é um jogador de rugby que actua na posição de médio-de-formação, no clube Dijon da divisão Fédérale 1 francesa. Mede 1,69 m de altura  e pesa 78 kg.
É um jogador internacional português, tendo jogado pelos Lobos em duas partidas dos internacionais de Novembro (2009). Jogou como suplente utilizado contra os Argentina Jaguares e jogou todo o jogo contra Tonga.

## Clubes
- 2006 -  Dijon

## Palmarés
- Internacional português: 1 cap no jogo  Portugal 19 - 24  Tonga de 28 de Novembro de 2009.